# 니시메라촌
니시메라촌(일본어: 西米良村)은 일본 미야자키현 서부에 있는 고유군의 촌이다.

## 지리
대부분이 산지이며 겨울에는 미야자키현에서는 드물게 기온이 낮아서 서리가 내리거나 적설이 발생하기도 한다. 또 여름철은 아침, 저녁의 기온이 낮은 반면 규슈 산지의 푄 현상으로 고온 다습한 때도 많아 강우량도 많다.

### 인접한 자치체
- 미야자키현
  - 사이토시
  - 고바야시시
  - 히가시우스키군 시바촌

- 구마모토현
  - 구마군 미즈카미촌·유노마에정·다라기정

## 역사
- 1889년 5월 1일 - 정촌제 시행으로 메라촌을 동서로 분할해 니시메라촌이 성립하였다.

## 경제
유자 재배를 중심으로 한 농업이 중심이고 화훼 재배 등도 행해지고 있다.

## 교통

### 도로
- 국도 219호선
- 국도 265호선

## 자매 도시

### 일본
- 구마모토현 기쿠치시
- 이와테현 도노시